# Limberg Méndez
Limberg Méndez Justiniano (Santa Cruz de la Sierra, 18 settembre 1973) è un ex calciatore boliviano, di ruolo attaccante.

## Caratteristiche tecniche
Giocava come centravanti.

## Carriera

### Club
Méndez debuttò nella prima divisione boliviana nella stagione 1994 con il Destroyers, club della sua città natale, Santa Cruz. Per il campionato 1997 si trasferì al Guabirá, a Montero, dove giocò due stagioni. Passato al The Strongest di La Paz, ottenne un secondo posto nel torneo del 1999. Passò poi al Mariscal Braun, altra compagine della capitale, con cui disputò la stagione 2000. Nel 2001 fece ritorno al Guabirá, per poi integrare nuovamente la rosa del The Strongest a partire dal 2002. Con la maglia giallo-nera del club vinse tre campionati, di cui due consecutivi (Apertura e Clausura 2003). Nel 2005 si trasferì a Cochabamba, firmando un contratto per l'Aurora. Nel 2006 assommò alcune presenze nel La Paz prima di riavvicinarsi alla propria città, aggregandosi al Blooming. Nel 2008 chiuse la carriera con il The Strongest.

### Nazionale
Nel 1997 venne incluso nella lista per la Copa América. In tale competizione, però, non fu mai utilizzato. Debuttò in Nazionale maggiore il 7 settembre 2003, in occasione dell'incontro di Montevideo con l'Uruguay. Giocò anche in altre gare valide per le qualificazioni a Germania 2006.

## Palmarès

### Club

#### Competizioni nazionali
- Campionato boliviano: 3

The Strongest: Apertura 2003, Clausura 2003, Clausura 2004